# Parti libéral constitutionnaliste
Pour les articles homonymes, voir Parti libéral et Parti constitutionnaliste.

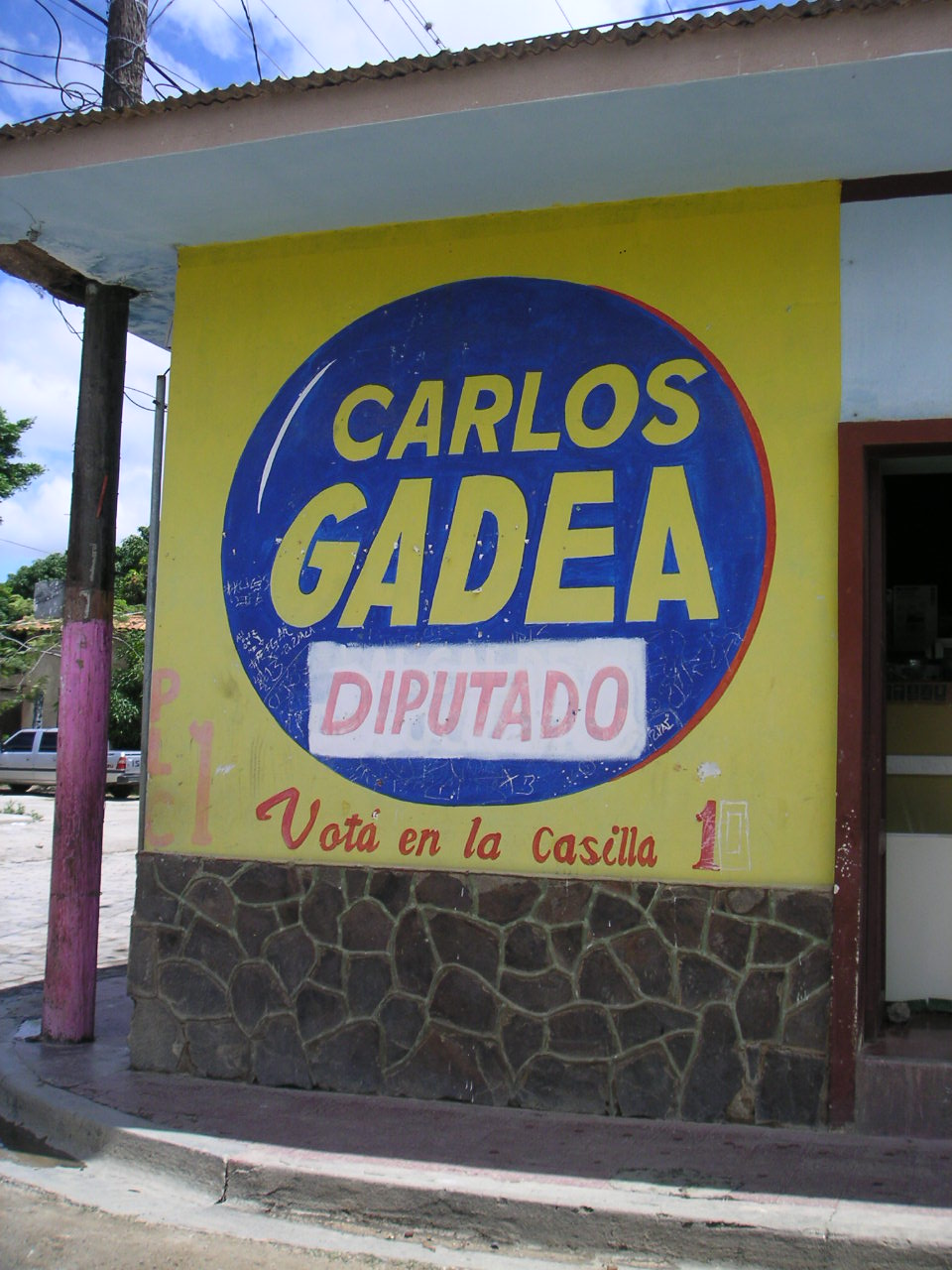
Affiche électorale du PLC.

Le Parti libéral constitutionnaliste ou PLC (Partido Liberal Constitucionalista) est un parti politique du Nicaragua fondé en 1968, situé dans l'opposition depuis 2007.

## Le parti moderne
Lors des élections législatives du 4 novembre 2001, le PLC a obtenu 53,2 % des suffrages exprimés et 47 des 90 sièges de député de l'Assemblée nationale, disposant ainsi de la majorité absolue.
Le même jour, le candidat investi par le PLC, Enrique Bolaños, était élu président de la République avec 56,3 % des suffrages exprimés.
Le président Bolaños a toutefois démissionné du PLC en cours de mandat pour participer à la création d'une nouvelle formation politique, l'Alianza por la República (APRE, en français : Alliance pour la République).
Le PLC est arrivé au pouvoir en 1996, année où son chef, Arnoldo Alemán, à la tête d'une « Alliance libérale », a battu l'ancien président sandiniste Daniel Ortega (déjà battu en 1990 par Violeta Chamorro, soutenue par l'Union nationale de l'opposition [UNO], et battu à nouveau en 2001 par le successeur de M. Alemán).
Le PLC a quitté l'Internationale libérale au cours de l'année 2005.
Pour les élections du 5 novembre 2006, le PLC soutient formellement, pour l'élection présidentielle, l'ancien vice-président Jose Rizo et, pour les législatives, les candidats portant l'étiquette PLC. On note cependant la réapparition d'une « Alliance libérale », soutenant pour la présidentielle Eduardo Montealegre, que les sondages annoncent comme le principal adversaire de l'ancien président Daniel Ortega, qui en est à sa cinquième candidature à l'élection présidentielle avec, de l'avis de nombreux observateurs, des chances non négligeables de revenir au pouvoir. Ortega est effectivement réélu.
Le PLC est affaibli en 2016 par une scission conduisant à la création du parti Citoyens pour la liberté (CxL).
Le PLC participe en juin 2020 à la création de la Coalition nationale, qui regroupe plusieurs partis de droite, mais en est exclu en décembre. Le parti souffre également de divisions internes. 

## Le parti historique
Le Parti libéral constitutionnaliste est le successeur politique du Parti libéral, une faction qui a été créée par l'élite de León lorsque le Nicaragua est devenu indépendant pendant les années 1830. Après avoir été défaits par les conservateurs dans la guerre civile dans les années 1850 (avec l'aide des troupes américaines), le Parti libéral est revenu au pouvoir en 1893 sous la présidence de José Santos Zelaya jusqu'en 1909. Sous la pression de troupes américaines qui avaient occupé le Nicaragua, les libéraux ont perdu le pouvoir l'année suivante. En 1926, une autre révolte a conduit à la mise en place d'un gouvernement de coalition entre conservateurs et libéraux. Certaines factions des deux partis ont soutenu Anastasio Somoza Garcia, qui a établi une dictature dans  les années 1930. Les libéraux et les conservateurs ont tous deux été marginalisés par la famille Somoza qui était soutenue par leur propre parti, le Parti libéral nationaliste.

## Sources
- (es) Cet article est partiellement ou en totalité issu de l’article de Wikipédia en espagnol intitulé « Partido Liberal Constitucionalista » (voir la liste des auteurs).

- (en) Cet article est partiellement ou en totalité issu de l’article de Wikipédia en anglais intitulé « Constitutionalist Liberal Party » (voir la liste des auteurs).